# Chaourse
Chaourse is een gemeente in het Franse departement Aisne, regio Hauts-de-France (tot 2016 regio Picardië) en telt 522 inwoners (1999). De plaats maakte deel uit van het arrondissement Laon, maar werd op 1 januari 2017 overgeheveld naar het arrondissement Vervins.
In 1365 gaf koning Karel V toestemming om de kerk van Chaourse te versterken om omwonenden een schuilplaats te bieden tijdens de vele plunderingen gedurende de Honderdjarige Oorlog. Deze grote kerk, de Église Saint-Martin, is een vestingkerk met een 25 meter hoge romaanse vieringtoren en een gotisch koor.

## Geografie
De oppervlakte van Chaourse bedraagt 18,6 km², de bevolkingsdichtheid is 28,1 inwoners per km².
De onderstaande kaart toont de ligging van Chaourse met de belangrijkste infrastructuur en aangrenzende gemeenten.

## Demografie
Onderstaande figuur toont het verloop van het inwonertal (bron: INSEE-tellingen).
Vanwege een beveiligingsprobleem met de MediaWiki Graph-software is het momenteel niet mogelijk deze grafiek weer te geven. Zodra de software is bijgewerkt zal de grafiek vanzelf weer zichtbaar worden.